# Grass Eyot
Grass Eyot est une petite île de la Tamise en Angleterre.

## Description
Il s'agit d'une île fluviale, inhabitée et recouverte d'arbres, située à environ deux kilomètres à l'est-nord-est de Maidenhead, dans le Berkshire.
Elle se trouve à une cinquantaine de mètres d'une autre île fluviale, Bridge Eyot.